# Human Nature
«Human Nature» (с англ. — «Человеческая природа») — четвёртый и заключительный сингл из альбома 1994 года Bedtime Stories американской певицы Мадонны.

## О песне
В песне Мадонна отвечает критикам, накинувшимся на неё в начале 1990-х после выхода её нового альбома «Erotica», книги «Секс», а также кинофильма «Тело как улика» с её участием. Певица постоянно говорила, что это «небольшое „посылание на х**“ всех озлобленных ханжей мира» (англ. a little 'fuck you' to all the up-tight prudes of the world). В песне явно выражена ярость певицы по отношению к критикам: «Я не ваша сучка, не вешайте на меня своё дерьмо» (англ. I’m not your bitch don’t hang your shit on me). В радиоверсии песни эта строчка была вырезана, что намного уменьшало остроту композиции. В версии «Chorus Door Slam with Nine Sample» слово «дерьмо» (англ. shit) заглушалось звуком хлопающей двери.
Лейбл, под которым выпускались записи Мадонны, четвёртым синглом с альбома «Bedtime Stories» собирался выпустить более благозвучный для радио трек «Don’t Stop», но Мадонне на его месте хотелось видеть именно «Human Nature», и её желание, в конце концов, осуществилось.
В песне присутствует семпл из песни «В чём ты нуждаешься» (англ. What You Need) хип-хоп-группы «Main Source».
В то время как «Human Nature» стал вторым подряд синглом Мадонны, не вошедшим в 40 лучших, песня имела сокрушительный успех в клубных и танцевальных чартах.
В Великобритании сингл достиг 8-й строчки, после чего его популярность неуклонно уменьшалась. На обложке сингла, выпущенного в Соединённом Королевстве, был использован кадр из видеоклипа, где Мадонна в чёрной кожаной одежде восседает на стуле.

## Музыкальное видео
В видеоклипе, режиссёром которого стал Жан-Батист Мондино, снялись Мадонна, её танцоры (включая Джейми Кинга, позже ставшего хореографом её шоу для мировых гастролей «Re-Invention World Tour» и «Confessions Tour»), а также принадлежащая певице чихуахуа Чикита, все в чёрной виниловой и латексной одежде, не исключая собачку. В клипе танцы прерываются кадрами с элементами садомазохизма — связывания; например, в одной из сцен присутствует женщина в моноперчатках, а в другой — на дыбе. В конце видеоклипа музыка внезапно обрывается, и Мадонна произносит фразу: «абсолютно никаких сожалений» (англ. absolutely no regrets), утверждая напоследок свою точку зрения ещё раз. Видео было номинировано на получение награды MTV Video Music Awards в двух категориях: «Лучшее танцевальное видео» (англ. Best Dance Video) и «Лучшая хореография» (англ. Best Choreography). Видео «Human Nature» вошло в официальный сборник клипов певицы «Видео Коллекция 93:99» (англ. The Video Collection 93:99).
«Human Nature» на сервисе «YouTube»

## Список композиций и форматы
| - UK/Germany CD single 1. «Human Nature» (radio edit) — 4:09 [radio edit of the Human Club Mix] 2. «Human Nature» (The Human Club Mix) — 9:05 3. «Human Nature» (Chorus Door Slam with Nine Sample) — 4:48 4. «Human Nature» (The Runway Club Mix) — 8:19 5. «Human Nature» (I’m Not Your Bitch) — 8:11 - UK cassette single 1. «Human Nature» (radio edit) — 4:09 [radio edit of the Human Club Mix] 2. «Human Nature» (Chorus Door Slam with Nine Sample) — 4:48 - UK/Germany 12" maxi single 1. «Human Nature» (Human Club Mix) — 9:05 2. «Human Nature» (The Runway Club Mix) — 8:19 3. «Human Nature» (Master With Nine Sample) — 4:48 4. «Human Nature» (I’m Not Your Bitch mix) — 8:11 - Germany CD single 1. «Human Nature» (album version) — 4:54 2. «Bedtime Story» (Junior’s Sound Factory Mix) — 9:15 3. «Bedtime Story» (Orbital Mix) — 7:41 - Germany 12" single 1. «Human Nature» (album version) — 4:54 2. «Bedtime Story» (Junior’s Sound Factory Mix) — 9:15 3. «Bedtime Story» (Junior’s Wet Dream Mix) — 8:33 - Australia CD single 1. «Human Nature» (Radio Edit) — 4:54 2. «Human Nature» (Video version) — 4:54 3. «Human Nature» (Album version) — 4:54 | - Japan 3" CD single 1. «La Isla Bonita» (Album Version) — 4:54 2. «Human Nature» (Radio version) — 4:30 - US CD single / US cassette single / US 7" single 1. «Human Nature» (radio version) — 4:30 2. «Sanctuary» (album version) — 5:03 - US/Canada/Australia CD maxi single 1. «Human Nature» (radio edit) [radio edit of the Human Club Mix] 2. «Human Nature» (Runway Club Mix Radio Edit) 3. «Human Nature» (Runway Club Mix) 4. «Human Nature» (I’m Not Your Bitch Mix) 5. «Human Nature» (Howie Tee Remix) 6. «Human Nature» (Howie Tee Clean Remix) 7. «Human Nature» (radio version) 8. «Human Nature» (Bottom Heavy Dub) 9. «Human Nature» (Love is the Nature Mix) - US 12" maxi single 1. «Human Nature» (Runway Club Mix) — 8:18 2. «Human Nature» (I’m Not Your Bitch Mix) — 8:10 3. «Human Nature» (Runway Club Mix Radio Edit) — 3:58 4. «Human Nature» (Bottom Heavy Dub) — 8:08 5. «Human Nature» (Howie Tee Remix) — 4:47 6. «Human Nature» (Howie Tee Clean Remix) — 4:46 7. «Human Nature» (Radio Edit) — 4:07 |

## Ремиксы
Ремикс песни «Human Nature» включают в себя ремиксы Мишень Хови и Дэнни Тенагли.
- Album Version (4:53)
- Radio Version (4:32)
- Video Version (4:32)
- Video Instrumental/Karaoke (4:32)
- Howie Tee Remix (4:48)
- Howie Tee Clean Remix (4:48)
- Human Club Mix (9:06)
- Radio Edit (4:09)
- Runaway Club Mix (8:19)
- Runaway Club Mix Radio Edit (3:59)
- Love Is The Nature Mix (6:42)
- I’m Not Your Bitch Mix (8:11)
- Bottom Heavy Dub (7:57)

## Позиции в чартах
| Чарт (1995)                                 | Место |
| ------------------------------------------- | ----- |
| Australian ARIA Singles Chart               | 17    |
| Canadian Singles Chart                      | 9     |
| Finnish Singles Chart                       | 11    |
| German Singles Chart                        | 50    |
| Irish Singles Chart                         | 21    |
| Italian FIMI Singles Chart                  | 10    |
| Japanese Oricon Weekly Singles Chart        | 511   |
| Japanese Oricon International Singles Chart | 101   |
| New Zealand RIANZ Singles Chart             | 37    |
| Swiss Singles Chart                         | 17    |
| UK Singles Chart                            | 8     |
| U.S. Billboard Hot 100                      | 46    |
| U.S. Billboard Hot 100 Airplay              | 58    |
| U.S. Billboard Hot 100 Singles Sales        | 35    |
| U.S. Billboard Hot Dance Club Play          | 2     |
| U.S. Billboard Hot R&B/Hip-Hop Songs        | 57    |

1 Выпущен как «La Isla Bonita»/«Human Nature»

## Участники записи
- Мадонна — вокал, автор песен , продюсер
- Дэйв Холл — автор песни, продюсер
- Шон Маккензи — автор песни
- Кевин Маккензи — автор песни
- Мило Диринг — автор песни
- Фредерик Хорио — сведение
- П. Деннис Митчелл — сведение
- Роберт Кисс — помощник звукорежиссёра
- Джои Московиц — программирование
- Паоло Роверси — фотограф на обложке, дизайнер
- Майкл Пенн — дизайнер